# Денисов, Роман Егорович
Роман Егорович Дени́сов (1925 — ?) — советский рабочий-новатор, лауреат Сталинской премии.

## Биография
Родился 25 декабря 1925 года в деревне Троицк (ныне Курская область).
Окончил ремесленное училище № 2 города Воткинска (1942). В 1942—1966 токарь на Воткинском машиностроительном заводе.

## Награды и премии
- Сталинская премия второй степени (1949) — за внедрение скоростных методов обработки металлов резанием, обеспечивающих значительное повышение производительности труда
- Лучший станочник-скоростник Министерства.